# Prima Categoria Campania 1963-1964
Il campionato di calcio di Prima Categoria 1963-1964 è stato il V livello del campionato italiano. A carattere regionale, fu il quinto campionato dilettantistico con questo nome dopo la riforma voluta da Zauli del 1958.
Questi sono i gironi organizzati della regione Campania. Dalla stagione 1952-53 le squadre molisane erano aggregate al Comitato Regionale Campano.
Con la creazione del Comitato Provinciale di Campobasso (1952), le squadre molisane nuove affiliate si iscrivevano al campionato provinciale (dal 1959-60 = Terza Categoria) e agli altri campionati campani di Prima e Seconda Categoria.

## Girone A

### Squadre partecipanti
| Squadra              | Città (provincia)             | Stagione 1962-1963 |
| -------------------- | ----------------------------- | ------------------ |
| Pol. Acerrana        | Acerra (NA)                   |                    |
| S.P. Afragolese      | Afragola (NA)                 |                    |
| U.S. Arturo Lepori   | Casoria (NA)                  |                    |
| U.S. Arzanese        | Arzano (NA)                   |                    |
| U.S. Aversana        | Aversa (CE)                   |                    |
| U.S. Caivanese       | Caivano (NA)                  |                    |
| Pol. Capua           | Capua (CE)                    |                    |
| U.S. Gladiator       | Santa Maria Capua Vetere (CE) |                    |
| U.S. Juve S.A.F.F.A. | Napoli                        |                    |
| S.S. Maddalonese     | Maddaloni (CE)                |                    |
| Pol. Ortese          | Orta di Atella (CE)           |                    |
| Rhodiatoce           | Casoria (NA)                  |                    |
| Secondigliano        | Napoli-Secondigliano          |                    |
| U.S. Sessana         | Sessa Aurunca (CE)            |                    |
| U.S. Virtus Frattese | Frattamaggiore (NA)           |                    |
| Real Bellona         | Bellona (CE)                  |                    |

### Classifica finale
|  | Pos. | Squadra      | Pt | G  | V | N | P | GF | GS |
|  | ---- | ------------ | -- | -- | - | - | - | -- | -- |
|  | 1.   | Caivanese    | ?? | 30 |   |   |   |    |    |
|  | 2.   | ???          | ?? | 30 |   |   |   |    |    |
|  | 3.   | ???          | ?? | 30 |   |   |   |    |    |
|  | 4.   | ???          | ?? | 30 |   |   |   |    |    |
|  | 5.   | ???          | ?? | 30 |   |   |   |    |    |
|  | 6.   | ???          | ?? | 30 |   |   |   |    |    |
|  | 7.   | ???          | ?? | 30 |   |   |   |    |    |
|  | 8.   | ???          | ?? | 30 |   |   |   |    |    |
|  | 9.   | ???          | ?? | 30 |   |   |   |    |    |
|  | 10.  | ???          | ?? | 30 |   |   |   |    |    |
|  | 11.  | ???          | ?? | 30 |   |   |   |    |    |
|  | 12.  | ???          | ?? | 30 |   |   |   |    |    |
|  | 13.  | ???          | ?? | 30 |   |   |   |    |    |
|  | 14.  | ???          | ?? | 30 |   |   |   |    |    |
|  | 15.  | Real Bellona | ?? | 30 |   |   |   |    |    |
|  | 16.  | Gladiator    | ?? | 30 |   |   |   |    |    |

Legenda:
      Ammessa alle finali regionali.
      Retrocessa in Seconda Categoria Campania 1964-1965.
Regolamento:
Due punti a vittoria, uno a pareggio, zero a sconfitta.

## Girone B
| Squadra                    | Città (provincia)      | Stagione 1962-1963 |
| -------------------------- | ---------------------- | ------------------ |
| U.S. Aenaria               | Lacco Ameno (NA)       |                    |
| S.S. Alba Napoli           | Napoli                 |                    |
| A.S. Alba Pozzuoli         | Pozzuoli (NA)          |                    |
| S.P. Barrese               | Napoli-Barra           |                    |
| S.S. Ercolanese            | Ercolano (NA)          |                    |
| U.S. Flegrea               | Napoli                 |                    |
| U.S. Ischia                | Ischia (NA)            |                    |
| U.S. Portosalvo Isolaverde | Ischia (NA)            |                    |
| A.S. Juventus Napoli       | Napoli                 |                    |
| F.B.C. Libertas Vomero     | Napoli                 |                    |
| A.C. Pomigliano            | Pomigliano d'Arco (NA) |                    |
| S.S. Portici               | Portici (NA)           |                    |
| U.S. Savoia                | Torre Annunziata (NA)  |                    |
| S.S. Sibilla               | Bacoli (NA)            |                    |
| F.C. Turris                | Torre del Greco (NA)   |                    |
| Pol. U.N.A.E.M.            | Napoli                 |                    |

### Classifica finale
|  | Pos. | Squadra                    | Pt | G  | V  | N  | P  | GF | GS |
|  | ---- | -------------------------- | -- | -- | -- | -- | -- | -- | -- |
|  | 1.   | Savoia                     | 52 | 30 | 24 | 4  | 2  | 78 | 18 |
|  | 2.   | Turris                     | 44 | 30 | 19 | 6  | 5  | 56 | 26 |
|  | 3.   | Ischia                     | 40 | 30 | 15 | 10 | 5  | 66 | 31 |
|  | 4.   | Barrese                    | 33 | 30 | 11 | 11 | 8  | 44 | 37 |
|  | 5.   | Portosalvo Isolaverde (-1) | 32 | 30 | 14 | 5  | 11 | 33 | 29 |
|  | 6.   | U.N.A.E.M.                 | 31 | 30 | 10 | 11 | 9  | 43 | 31 |
|  | 7.   | Alba Pozzuoli              | 31 | 30 | 11 | 9  | 10 | 36 | 38 |
|  | 8.   | Alba Napoli                | 31 | 30 | 9  | 13 | 8  | 36 | 42 |
|  | 9.   | Pomigliano                 | 30 | 30 | 9  | 12 | 9  | 37 | 35 |
|  | 10.  | Flegrea                    | 29 | 30 | 9  | 11 | 10 | 36 | 41 |
|  | 11.  | Juve Napoli                | 28 | 30 | 7  | 14 | 9  | 27 | 31 |
|  | 12.  | Aenaria                    | 25 | 30 | 6  | 13 | 11 | 22 | 44 |
|  | 13.  | Libertas Vomero            | 24 | 30 | 10 | 4  | 16 | 30 | 46 |
|  | 14.  | Portici                    | 20 | 30 | 8  | 4  | 18 | 35 | 49 |
|  | 15.  | Sibilla                    | 15 | 30 | 5  | 5  | 20 | 29 | 66 |
|  | 16.  | Ercolanese (-1)            | 13 | 30 | 3  | 8  | 19 | 25 | 68 |

Legenda:
      Ammessa alle finali regionali.
      Retrocessa in Seconda Categoria Campania 1964-1965.
Regolamento:
Due punti a vittoria, uno a pareggio, zero a sconfitta.

## Girone C

### Squadre partecipanti
| Squadra                | Città (provincia)            | Stagione 1962-1963                              |
| ---------------------- | ---------------------------- | ----------------------------------------------- |
| U.S. Angri             | Angri (SA)                   |                                                 |
| U.S. Battipagliese     | Battipaglia (SA)             |                                                 |
| Pol. Cavese            | Cava de' Tirreni (SA)        |                                                 |
| A.C. Edil de Piano     | Solofra (AV)                 |                                                 |
| Pol. Gelbison          | Vallo della Lucania (SA)     |                                                 |
| Pol. Libertas Stabia   | Castellammare di Stabia (NA) |                                                 |
| U.S. Padula            | Padula (SA)                  |                                                 |
| U.S. Paganese          | Pagani (SA)                  |                                                 |
| A.S. Palmese           | Palma Campania (NA)          |                                                 |
| U.S. Pompei            | Pompei (NA)                  |                                                 |
| A.C. Sangennarese-Nola | Nola (NA)                    | 15º nel girone B della Prima Categoria Campania |
| S.C. Sapri             | Sapri (SA)                   |                                                 |
| A.C. Sianese           | Siano (SA)                   |                                                 |
| A.S. Sorrento          | Sorrento (NA)                |                                                 |
| Pol. Viribus Unitis    | Somma Vesuviana (NA)         |                                                 |
| S.S. Vis Sanseverinese | Mercato San Severino (SA)    |                                                 |

### Classifica finale
|  | Pos. | Squadra            | Pt | G  | V  | N  | P  | GF | GS  |
|  | ---- | ------------------ | -- | -- | -- | -- | -- | -- | --- |
|  | 1.   | Cavese (-3)        | 48 | 30 | 22 | 7  | 1  | 60 | 20  |
|  | 2.   | Palmese            | 44 | 30 | 19 | 6  | 5  | 64 | 28  |
|  | 3.   | Battipagliese (-9) | 41 | 30 | 22 | 6  | 2  | 78 | 19  |
|  | 4.   | Vis Sanseverinese  | 40 | 30 | 16 | 8  | 6  | 60 | 24  |
|  | 5.   | Padula (-1)        | 34 | 30 | 15 | 5  | 10 | 50 | 43  |
|  | 6.   | Sapri              | 33 | 30 | 11 | 11 | 8  | 48 | 27  |
|  | 7.   | Angri              | 32 | 30 | 11 | 10 | 9  | 63 | 40  |
|  | 8.   | Paganese (-1)      | 32 | 30 | 14 | 5  | 11 | 61 | 44  |
|  | 9.   | Sorrento           | 31 | 30 | 12 | 7  | 11 | 53 | 42  |
|  | 10.  | Pompei             | 29 | 30 | 11 | 7  | 12 | 40 | 43  |
|  | 11.  | Sianese (-1)       | 26 | 30 | 11 | 5  | 14 | 38 | 54  |
|  | 12.  | Viribus Unitis     | 24 | 29 | 8  | 8  | 13 | 27 | 51  |
|  | 13.  | Gelbison (-1)      | 23 | 30 | 8  | 8  | 14 | 33 | 62  |
|  | 14.  | Libertas Stabia    | 13 | 30 | 3  | 7  | 20 | 20 | 42  |
|  | 15.  | Edil de Piano      | 10 | 30 | 3  | 4  | 23 | 25 | 74  |
|  | 16.  | Sangennarese-Nola  | 0  | 29 | 1  | 0  | 28 | 16 | 143 |

Legenda:
      Ammessa alle finali regionali.
      Retrocessa in Seconda Categoria Campania 1964-1965.
Regolamento:
Due punti a vittoria, uno a pareggio, zero a sconfitta.

## Finali per il titolo
|           | Risultati |           | Luogo e data           |  |
| --------- | --------- | --------- | ---------------------- |  |
| Savoia    | 2 - 0     | Caivanese | Napoli, 7 giugno 1964  |  |
| Caivanese | 2 - 0     | Cavese    | Napoli, 14 giugno 1964 |  |
| Cavese    | 4 - 3     | Savoia    | Napoli, 20 giugno 1964 |  |
| Cavese    | 0 - 0     | Caivanese | Napoli, 28 giugno 1964 |  |
| Savoia    | 0 - 0     | Cavese    | Napoli, 2 luglio 1964  |  |
| Savoia    | 2 - 0     | Caivanese | Napoli, 6 luglio 1964  |  |

### Classifica finale
|  | Pos. | Squadra   | Pt | G | V | N | P | GF | GS |
|  | ---- | --------- | -- | - | - | - | - | -- | -- |
|  | 1.   | Savoia    | 5  | 4 | 2 | 1 | 1 | 7  | 4  |
|  | 2.   | Cavese    | 4  | 4 | 1 | 2 | 1 | 4  | 5  |
|  | 3.   | Caivanese | 3  | 4 | 1 | 1 | 2 | 2  | 4  |

Legenda:

      Promosso.
Note:

Due punti a vittoria, uno a pareggio, zero a sconfitta.

## Verdetti
- Il Savoia è promosso in Serie D 1964-1965.